# Giovanni Battista Baldi

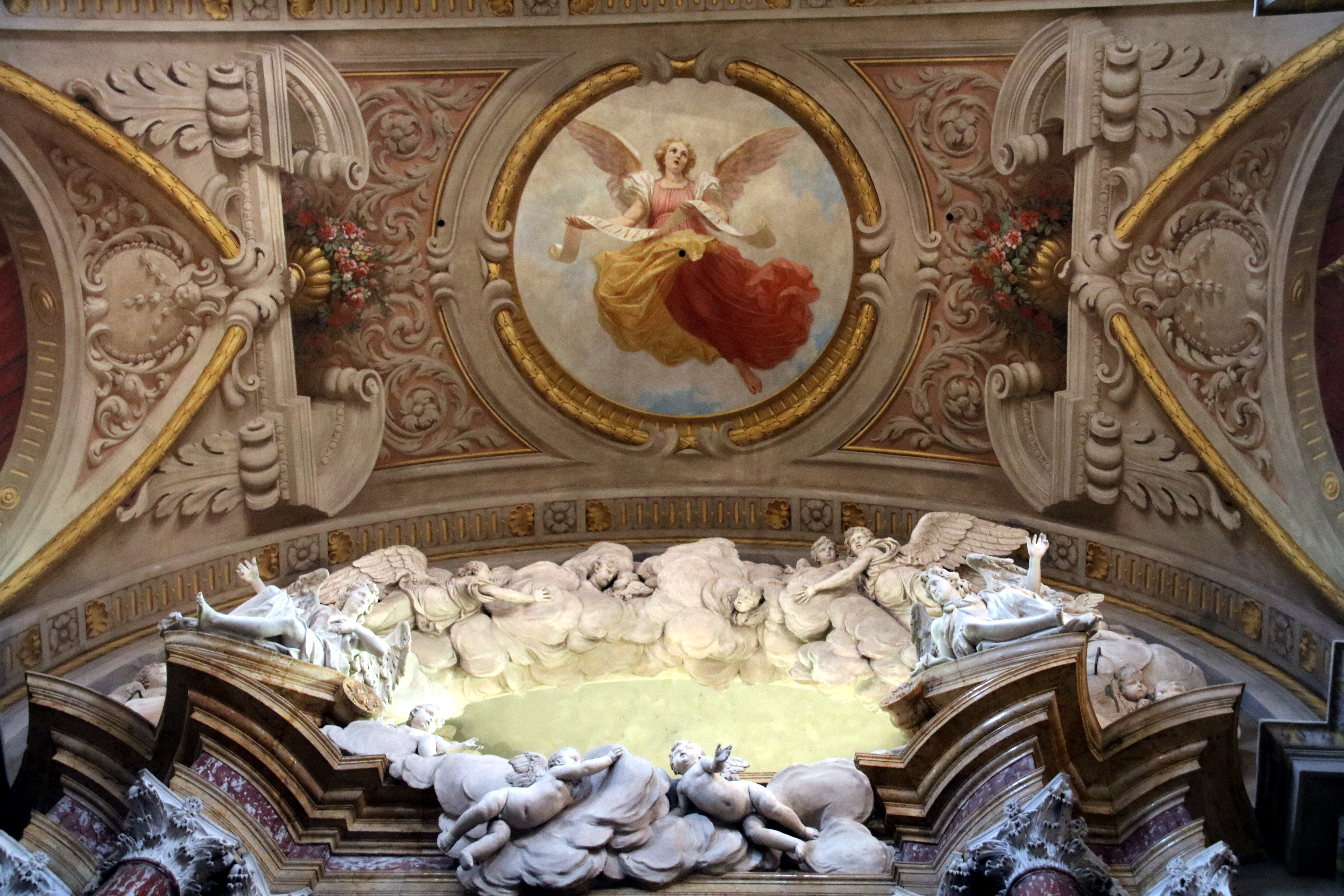
Chiesa Arcipretale di S. Giovanni Battista (Minerbio) volta del coro. Serafino, vasi di fiori e ornati (tempera) di G.B. Baldi

Giovanni Battista Baldi (Castelnuovo del Garda, 1837 – Bologna, 1920) è stato un pittore italiano figurativo, attivo nella seconda metà del 1800 e nel primo quarto del 1900.

## Biografia
Baldi nacque a Castelnuovo, in provincia di Verona, nel 1837 e completò probabilmente la sua formazione artistica nell'Accademia di Belle Arti di Verona. Si trasferì a Bologna intorno all'anno 1870 dove fu aiutante allievo di Luigi Samoggia. Collaborò come ornatista con Alessandro Guardassoni. Nel 1881 abitava in città, in via S. Felice ma nel 1892 risulta abitare in Mazzini, 37 . Fu socio onorario dell’Accademia di Bologna.

## Chiese di Bologna
- Chiesa della Trinità - ornati dei pilastri e delle cantorie
- Chiesa di Santa Caterina di Strada Maggiore Bologna - decorazioni a tempera
- Chiesa di Sant'Isaia  - decorazioni a tempera
- Chiesa di Santa Maria Maddalena - decorazioni a tempera - in collaborazione con il figurista Virginio Monti
- Chiesa di San Bartolomeo - quarta cappella a destra
- Chiesa dei Celestini - terza cappella maggiore e volta
- Oratorio di San Giovanni Battista dei Fiorentini - restauri
- Chiesa di San Giovanni dei Celestini - decorazione della cappella maggiore
- Chiesa di San Procolo

## Chiese di provincia

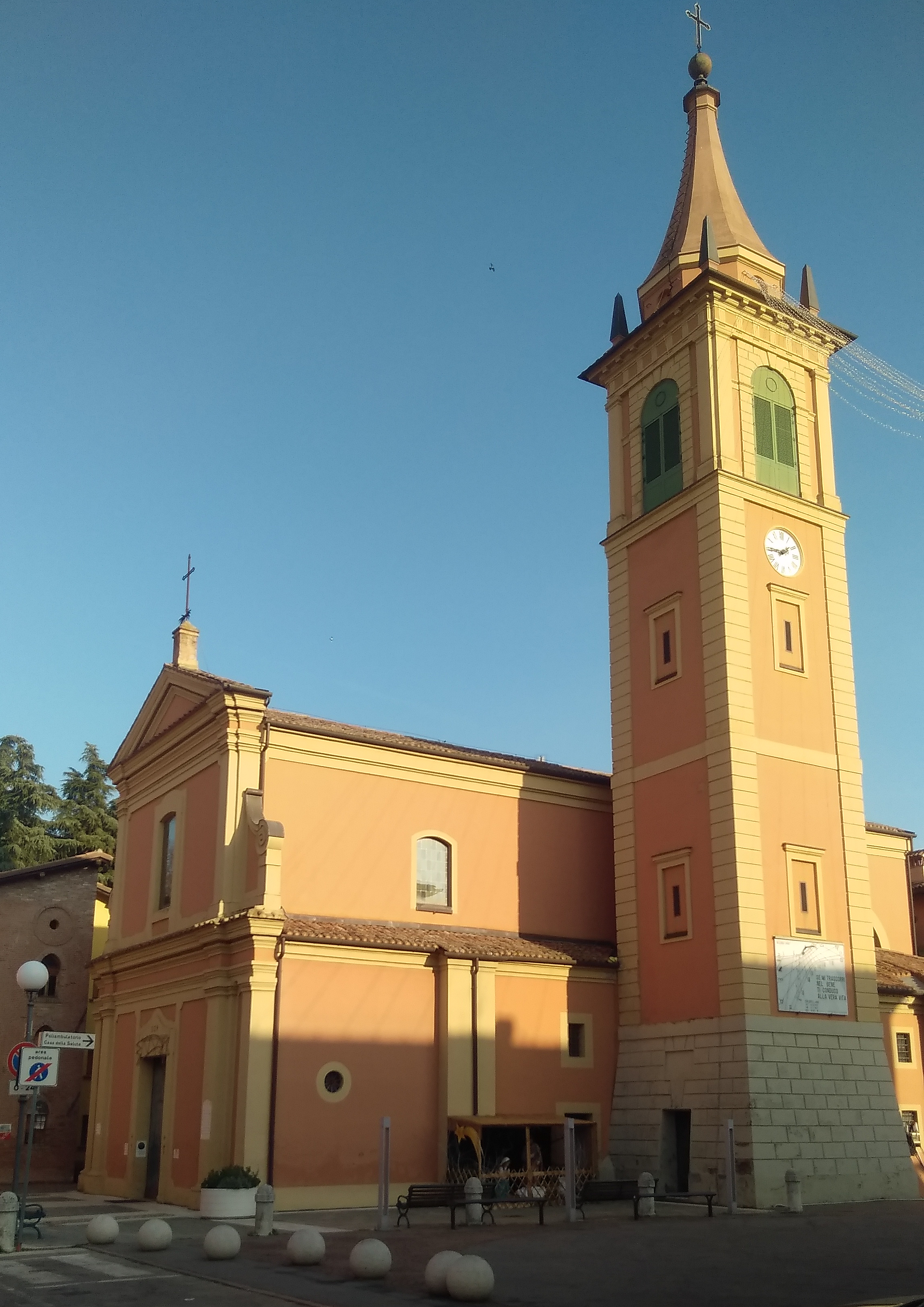
Chiesa parrocchiale di San Savino di Crespellano

- Chiesa di Santa Maria Maggiore a Pieve di Cento. Completamento della decorazione dell'abside, dell'area presbiteriale e della cappella alla sua destra, oltre alla navata.
- Chiesa di San Giovanni Battista di Minerbio, con gli allievi Aristide Reggiani e Enrico Mandelli.
- Collegiata di San Giovanni Battista a Persiceto.
- Chiesa dei Santi Quirico e Giulitta di Castel di Casio. Arricchimento pittorico del catino absidale.
- Chiesa parrocchiale di San Savino di Crespellano
- Santuario di Nostra Signora del Pilastrello di Lendinara, decorazione della cupola.
- Chiesa di San Paolo di Ravone, varie opere pittoriche.
- Pieve di San Pietro a Vergato.